# Богданов, Леонид Павлович (разведчик)
Леони́д Па́влович Богда́нов (24 апреля 1927, Москва — 6 февраля 2008, Москва) — советский и российский разведчик, генерал-майор первого главного управления КГБ СССР.

## Биография
Леонид Павлович Богданов родился в Москве 24 апреля 1927 года.
Трудовую деятельность начал пятнадцатилетним подростком летом 1942 года, работая слесарем-мотористом в Москве на заводе № 89 авиационной промышленности.
- В феврале 1943 года добровольно поступил в школу радистов особого назначения 4-го (разведывательно-диверсионного) управления НКГБ СССР. В октябре — декабре того же года в свои 16 лет выполнял специальное задание в качестве радиста оперативной группы, действовавшей на Киевском направлении.
- В 1944—1946 годах — воспитанник Суворовского военного училища НКВД в г. Кутаиси. Затем были погранучилище, служба на границе, Военный институт МВД СССР, снова служба на границе.
- В 1959 году окончил Военно-дипломатическую академию и начинает работать в ПГУ — Первом главном управлении КГБ СССР (внешняя разведка). Выезжает за границу в качестве сотрудника резидентуры, затем становится заместителем резидента в Индии по линии политической разведки.
- В 1965—1968 гг. — резидент КГБ СССР в Индонезии.
- В 1968—1970 гг. — сотрудник 7-го отдела ПГУ КГБ СССР при Совете Министров СССР.
- В 1970—1971 гг. — заместитель начальника 8-го отдела ПГУ КГБ СССР при Совете Министров СССР.
- В 1972—1977 гг. — резидент КГБ СССР в Иране.
- В 1977—1978 гг. — консультант группы консультантов при начальнике ПГУ КГБ СССР при Совете Министров СССР.
- С августа 1978 по апрель 1980 года — руководитель представительства КГБ СССР в Демократической Республике Афганистан.
- После возвращения из Афганистана был командирован в ГДР, далее — работа в центральном аппарате ПГУ КГБ СССР — СВР РФ.
- С 1993 года — в отставке.

Умер 6 февраля 2008 года; похоронен в Москве на Троекуровском кладбище.
Сын — Михаил Леонидович Богданов (род. 1952), дипломат.